# 라 환초

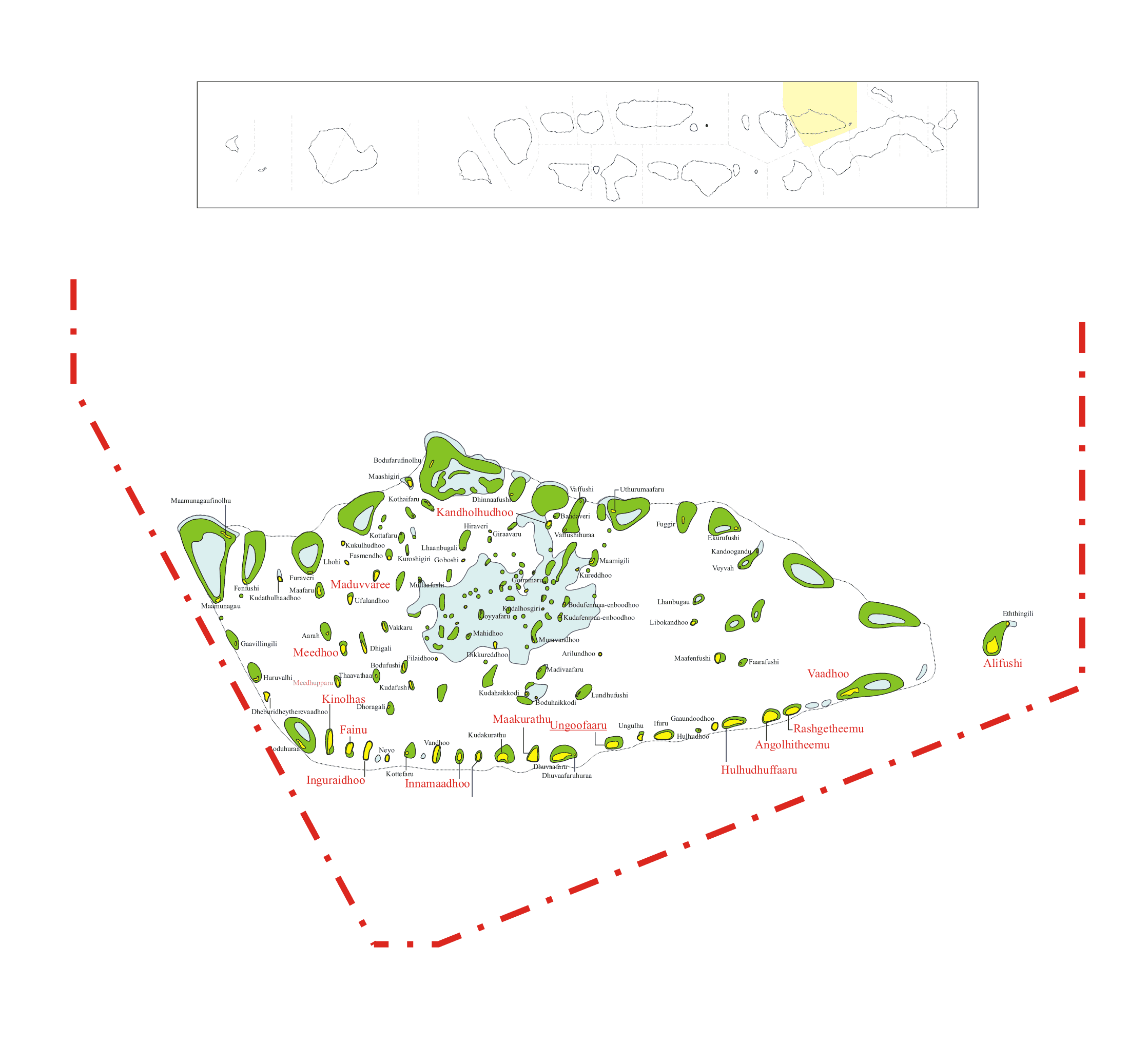
라 환초

라 환초(디베히어: މާޅޮސްމަޑުލު އުތުރުބުރި, Raa) 또는 말로스마둘루우투루부리 환초(Maalhosmadulu Uthuruburi, 북말로스마둘루 환초)는 몰디브 북부에 위치한 환초로 행정 중심지는 웅구파루이며 인구는 24,500명(2006년 기준)이다. 88개 섬으로 구성되어 있다.